# Kaempferia alboviolacea
Kaempferia alboviolacea är en enhjärtbladig växtart som beskrevs av Henry Nicholas Ridley. Kaempferia alboviolacea ingår i släktet Kaempferia och familjen Zingiberaceae.
Artens utbredningsområde är Vietnam. Inga underarter finns listade i Catalogue of Life.